# هنري هاربر (قسيس نيوزيلندي)
هنري هاربر (بالإنجليزية: Henry Harper)‏ هو قسيس نيوزيلندي، ولد في 9 يناير 1804 في إنجلترا في المملكة المتحدة، وتوفي في 28 ديسمبر 1893.